# 年嘉湖隧道
年嘉湖隧道位于湖南省长沙市湘江以东城区的开福区境内，为长沙城区营盘路穿越越烈士公园年嘉湖底隧道。隧道呈东西向，起于营盘路与东风路交汇处以东路口，穿越烈士公园年嘉湖底以避开省委和军区大院，止于营盘路与车站路交汇处以西路口。隧道1877米，其中地下部分总长1400米。隧道采用双孔双向四车道。隧道单洞宽度为10.35米，车道宽7.25米，净高4.5米，总投资9亿元，于2007年9月开工建设，2008年8月1日竣工。